# اندلاروت
اندلاروت (به فرانسوی: Andelarrot) یک کمون در فرانسه است که در Canton of Vesoul-Ouest واقع شده‌است.

## خصوصیات
اندلاروت ۵٫۷۱ کیلومترمربع مساحت و ۲۲۲ نفر جمعیت دارد.